# Ivan Cvjetković
Ivan Cvjetković (Strošinci, 2. siječnja 1960.) bivši je hrvatski nogometni reprezentativac.

## Klupska karijera
Ivan Cvjetković rođen je 2. siječnja 1960. godine u Strošincima kod Županje. Igračku karijeru započeo je 1975. godine kao petnaestogodišnji mladić u momčadi Borca iz Drenovaca i ostaje do 1977. godine. Potom od 1977. do 1978. godine igrač Graničara iz Županje. Prvi profesinalni nastup ima u Slobodi iz Tuzle gdje igra od 1979. do 1984. godine. Nakon toga dolazi u zagrebački Dinamo gdje igra od 1984. do 1985. godine. Rad iz Beograda je njegova sljedeća sportska stanica gdje nastupa godinu dana, nakon čega se vraća u Dinamo i igra do 1988. godine. Tada odlazi u Belgiju i nastupa za momčad Sint-Truidense VV do 1991. godine. U 1992. godini nogometaš je Inkera iz Zaprešića s kojim osvaja prvi povijesni Hrvatski nogometni kup. Dio naredne 1993. godine bio je igrač Segeste iz Siska, kada se ponovno vraća u Dinamo (tadašnju, Croatiu) gdje igra do 1994. godine. S NK Croatia osvaja kup u sezoni 1993./94. Za Dinamo je Cvjetković odigrao ukupno 238 utakmica i postigao 152 pogodaka, od toga u ligaškim natjecanjima 89 nastupa i 29 pogodaka. Igračku karijeru formalno je završio u momčadi Hrvatskog dragovoljca iz Zagreba u sezoni 1994./95., iako za njih nije odigrao niti jednu natjecateljsku utakmicu. Nakon završetka igračke karijere Ivan Cvjetković jedno vrijeme radio je kao sportski direktor u Hrvatskom dragovoljcu, a od tad je ostao u nogometu kao zastupnik igrača.

## Reprezentativna karijera
Za hrvatsku reprezentaciju kao nogometaš belgijskog Saint Trudiena odigrao je od 1990. do 1991. godine prve 3 utakmice u novijoj povijesti reprezentacije i postigao 1 zgoditak. Debitirao je 17. listopada 1990. godine u Zagrebu, debitirao 17. listopada 1990. godine u Zagrebu, u prvoj povijesnoj prijateljskoj utakmici hrvatske nogometne reprezentacije od uspostave neovisnosti protiv reprezentacije SAD-a, u kojoj je Hrvatska pobijedila 2:1, a drugi pogodak na utakmici postigao je Ivan Cvjetković. Odigrao je još i dvije sljedeće utakmice reprezentacije, u pobjedama protiv Rumunjske (2:0) u Rijeci 22. prosinca 1990. i protiv Slovenije (1:0) u Murskoj Soboti 19. lipnja 1991.

## Vanjske poveznice
- Profil, Hrvatski nogometni savez